# Bambusgerüst

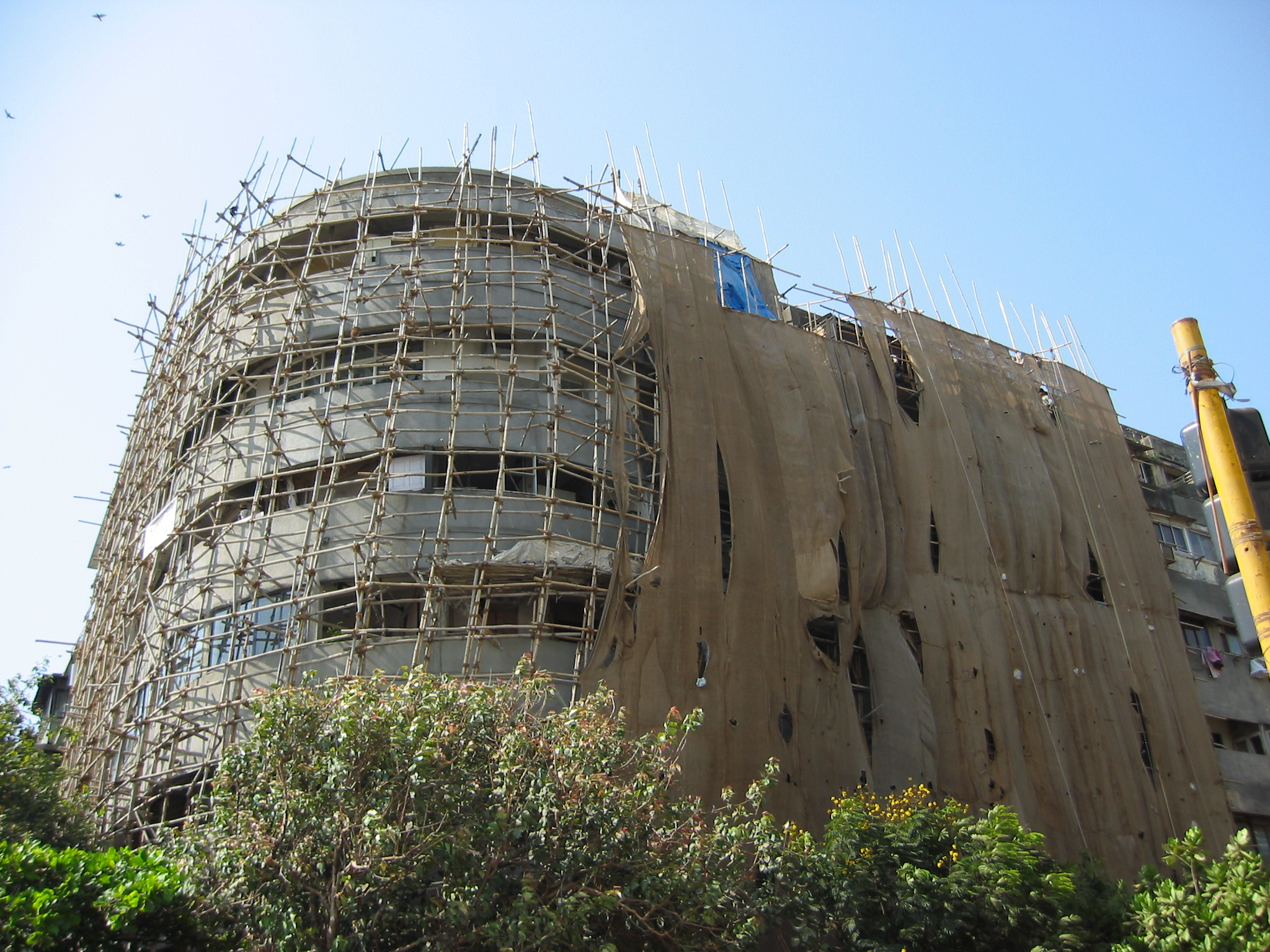
Einsatz eines Bambusgerüstes in Indien

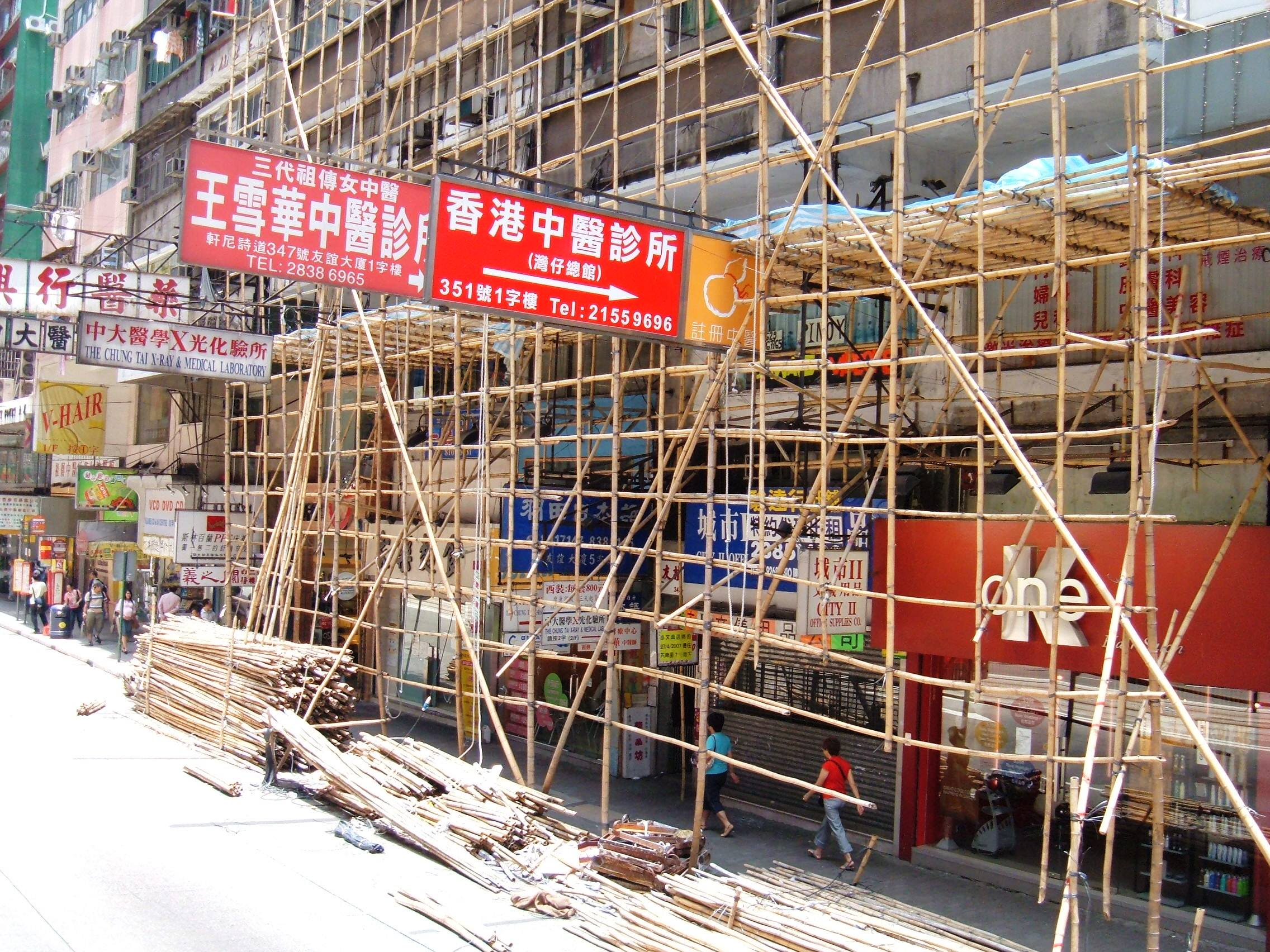
Bambusgerüst in Hongkong

Als Bambusgerüst wird ein Gerüst bezeichnet, das aus Bambusholz besteht. Der Aufbau und die Verwendung ähneln dabei Gerüsten aus Stahl.

## Verwendung am Bau
Ebenso wie Stahlgerüste dienen Bambusgerüste dazu, Arbeiten an einem Bauwerk durchführen zu können und Personen vor Verletzungen zu schützen. Die Verwendung von Bambusgerüsten hat sich in asiatischen und afrikanischen Ländern durchgesetzt, da hier der Baustoff Bambus in großen Mengen günstig verfügbar ist. Der Baustoff Stahl ist im Vergleich zu Bambus viel teurer und erfordert viel Energie bei der Bearbeitung. Bambusgerüste werden allerdings nicht nur in armen Ländern verwendet, sondern kommen auch in asiatischen Ländern wie Japan und China zum Einsatz.
Die Ausbildung zum Bambusgerüstbauer dauert mindestens ein, meist jedoch drei Jahre.
Bambusgerüste sind nicht, wie zunächst angenommen werden könnte, unsicherer oder brüchiger als Stahlgerüste. Bambus ist ein sehr flexibler und zugleich sehr tragfähiger Baustoff. Die Knotenpunkte (Nodien) des Bambus stabilisieren die Stangen und machen sie zu einem zähen Baustoff. Lediglich die Dauerhaftigkeit ist geringer anzusetzen. Auch das Recycling von Bambusgerüsten ist umweltfreundlicher als das von Stahl.
Bambusgerüste werden in Einzelteilen auf die Baustelle transportiert und dort mit Seilverbindungen aufgestellt. Nach der Verwendung können die Gerüstteile wieder getrennt und zur nächsten Baustelle gebracht werden.

## Kulturelle Verwendung
Außer für Baustellen werden Bambusgerüste zum Beispiel in der Chinesischen Oper und anderen Bühnenperformances verwendet, um temporär tragfähige Bühnen zu errichten.